# アッツァイ

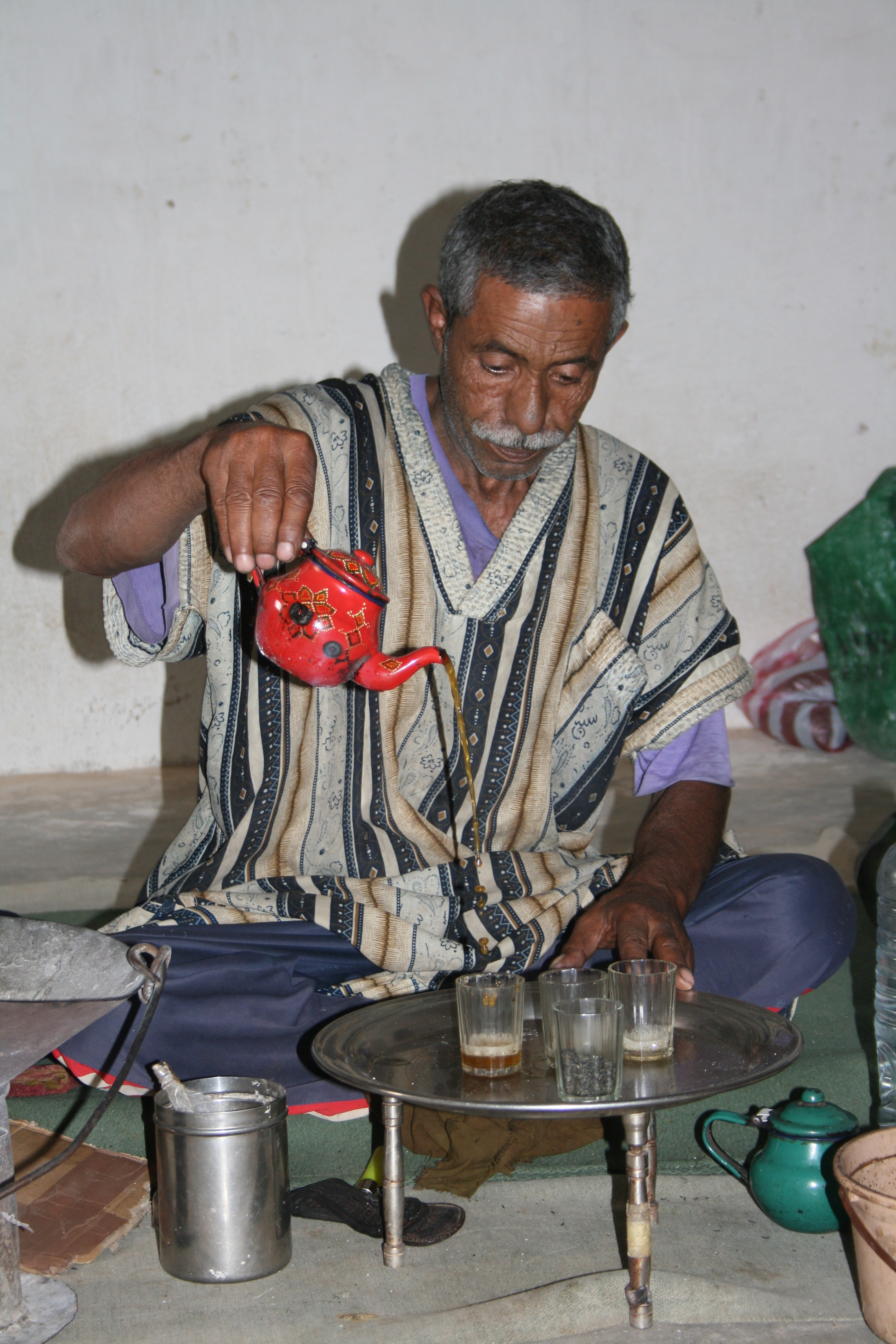
ミントティーを淹れる男性

アッツァイ（アラビア語: الشاي , as-shāy）は、モロッコの喫茶形式である。モロッコでは食事時に緑茶を飲む習慣があり、モロッコに限らず広く北アフリカ、サヘル地域(サハラ砂漠南部)やスペイン南部でもモロッコ式の喫茶が嗜まれている。日本の茶道のように芸術の一様式と捉えられており、モロッコ文化を語る上で欠かせない存在である。またモロッコは世界有数の茶の輸入国でもある。ことにモロッコ、チュニジア、アルジェリアでは消費量が多く、一人当たりの年間消費量はそれぞれ1.4, 1.5, 0.7キロにも及ぶ。供されるのはモロッコミントティーと呼ばれる緑茶にミントを加えたものである。
今日では北アフリカ一円に広まっており、食事時に限らず様々な機会に嗜まれている。客へのもてなしとして提供されることも多く、茶を差し出された場合には断らずに、そのまま頂くのが礼儀である。一般に料理は女性の担当であるのに対し、アッツァイは家長が給仕するものとされている。

## 起源
茶がモロッコに伝わったのは18世紀頃と見られていて、ヨーロッパ人捕虜の釈放を求めてモロッコを訪れた使者がスルタンのムレイ=イズマルに茶と砂糖を贈ったとの記録がある。1800年代中盤にマグリブ(北アフリカ北西部)とヨーロッパとの交易が活発になるのと期を同じくしてモロッコ中に広まった。

## 淹れ方
給仕の仕方は地域によってまちまちである。一般にモロッコ北部地域の方が南部よりも甘目に仕立てる傾向がある。地域によってはミントのほか松の実を加えるところもある。冬の間ミントが手に入りにくい場合にはニガヨモギを加えたりする。ニガヨモギを使った場合は独特の苦味が加わる。レモンバーベナを加え、柑橘系の風味を加えることもある。
茶の淹れ方はやや複雑で、家庭家庭がそれぞれの淹れ方でアッツァイを嗜む。以下例として最も簡単な淹れ方を紹介する。なお、使う茶は中国産の珠茶という銘柄である。
1. やかんに茶葉と水を入れ（水500mlに対し小さじ2杯の割合。）、15分以上火にかける。
2. 掻き回さずに別のやかんに静かに移す。この際出がらしまで移してしまわないように注意する。
3. 砂糖を加え（小さじ5杯。）、中火で沸かし、砂糖を溶かしきる。
4. ミントをやかんか湯飲みに加える。ただし人によっては飲んだ時に胸焼けを起こすおそれがあるので、2分以内に引き上げるようにするとよい。

アッツァイとミントとは不可分な存在だったが、最近では農薬を憂慮してミントを使わないというモロッコ人も多い。
1日3度飲むことが多く、蒸らす時間を変えて異なる味わいを楽しむ。以下の格言が良く知られている。

Le premier verre est aussi amer que la vie,

le deuxième est aussi fort que l'amour,

le troisième est aussi doux que la mort.

一番煎じは苦いこと人生の如く、

二番煎じは強いこと愛の如し。

三番煎じは死の如く穏やかである。